# Jamacaria albofenestrata
Jamacaria albofenestrata är en tvåvingeart som beskrevs av Charles Howard Curran 1928. Jamacaria albofenestrata ingår i släktet Jamacaria och familjen parasitflugor.
Artens utbredningsområde är Jamaica. Inga underarter finns listade i Catalogue of Life.